# Стотра
Стотра (санскр. स्तोत्र, stotra IAST «хвала») — давньоіндійський гімн-вихваляння, зразок панегіричної літератури Індії.
Стотра постійно застосовувалася у ведичному ритуалі. З цієї точки зору її можна позначити як «пісня» удгатара і його помічників, на противагу шастрі, або «рецитації» хотара і його асистентів. Тому велика частина ведичних стотр міститься в Уттарарчіці (Уттарагандхі), другій частині Сама-веди. Слово «стотра» досить часто зберігає свій спеціальний сенс у пізньоведичній літературі і брахманах.
Зараз стотри є різновидом популярної релігійної літератури, яка не базується на суворих правилах, як інші індуїстські писання, такі як Веди. Вони доступні для щоденного використання главою сім'ї.
Одним з різновидів стотр є оспівування безлічі імен бога. У цю категорію стотр потрапляє Сахасранама, яка є перерахуванням тисячі імен основного божества. Наприклад Вішну-сахасранама містить тисячі імен Вішну.